# Gerochellinae
Gerochellinae es una subfamilia de foraminíferos bentónicos de la familia Ataxophragmiidae, de la superfamilia Ataxophragmioidea, del suborden Ataxophragmiina y del orden Loftusiida. Su rango cronoestratigráfico abarca desde el Valanginiense (Cretácico inferior) hasta el Turoniense (Cretácico superior).

## Discusión
Clasificaciones previas hubiesen incluido Gerochellinae en el suborden Textulariina del orden Textulariida o en el orden Lituolida.

## Clasificación
Gerochellinae incluye al siguiente género:
- Gerochella †